# Mitothemma
Mitothemma là một chi bướm đêm thuộc họ Erebidae.